# Pernilla Karlsson
Pernilla Karlsson (Siuntio, Finlândia, 11 de junho de 1990) é uma cantora finlandesa que representou a Finlândia no Festival Eurovisão da Canção 2012 com a canção "När jag blundar" que se classificou em 12.º lugar com 41 na primeira semifinal, não passando à final, que foi composta e escrita por seu irmão, Jonas Karlsson, inicialmente no 50.º aniversário de sua mãe.